# Little Almshoe
Little Almshoe – osada w Anglii, w Hertfordshire. Almshoe jest wspomniana w Domesday Book (1086) jako Almeshou.